# Episodi di Mai dire sì (seconda stagione)
La seconda stagione della serie televisiva Mai dire sì, composta da 22 episodi, è andata in onda per la prima volta negli Stati Uniti dal 20 settembre 1983 al 12 aprile 1983 sulla NBC.
| nº | Titolo originale               | Titolo italiano               | Prima TV USA      | Prima TV Italia   |
| -- | ------------------------------ | ----------------------------- | ----------------- | ----------------- |
| 1  | Steele Away with Me            | Scappa con me 1ª parte        | 20 settembre 1983 | 20 agosto 2008    |
| 2  | Steele Away with Me: Part 2    | Scappa con me 2ª parte        | 20 settembre 1983 | 21 agosto 2008    |
| 3  | Red Holt Steele                | Gli incerti del mestiere      | 22 ottobre 1983   | 22 agosto 2008    |
| 4  | Altared Steele                 | Cinque di troppo              | 29 ottobre 1983   | 25 agosto 2008    |
| 5  | Steele Framed                  | L'incidente                   | 5 novembre 1983   | 26 agosto 2008    |
| 6  | A Steele at Any Price          | Falsi capolavori              | 12 novembre 1983  | 27 agosto 2008    |
| 7  | Love Among the Steele          | Un'auto piena di segreti      | 19 novembre 1983  | 28 agosto 2008    |
| 8  | Scene Steelers                 | Gelosia professionale         | 26 novembre 1983  | 29 agosto 2008    |
| 9  | Steele Knuckles and Glass Jaws | Il pupo e il pugile           | 3 dicembre 1983   | 1º settembre 2008 |
| 10 | My Fair Steele                 | L'ereditiera                  | 10 dicembre 1983  | 2 settembre 2008  |
| 11 | Steele Threads                 | Delitti incrociati            | 7 gennaio 1984    | 3 settembre 2008  |
| 12 | Steele Eligible                | Belli da morire               | 14 gennaio 1984   | 4 settembre 2008  |
| 13 | High Flying Steele             | Lo spettacolo deve continuare | 21 gennaio 1984   | 5 settembre 2008  |
| 14 | Blood Is Thicker Than Steele   | Il testimone                  | 28 gennaio 1984   | 8 settembre 2008  |
| 15 | Steele Sweet on You            | A denti stretti               | 11 febbraio 1984  | 9 settembre 2008  |
| 16 | Elegy in Steele                | Tale padre tale figlia        | 18 febbraio 1984  | 10 settembre 2008 |
| 17 | Small Town Steele              | La pazienza paga              | 25 febbraio 1984  | 11 settembre 2008 |
| 18 | Molten Steele                  | Intrighi di quartiere         | 4 marzo 1984      | 12 settembre 2008 |
| 19 | Dreams of Steele               | Sogni d'oro                   | 15 marzo 1984     | 15 settembre 2008 |
| 20 | Woman of Steele                | Delitto per procura           | 22 marzo 1984     | 16 settembre 2008 |
| 21 | Hounded Steele                 | Vita da cani                  | 5 aprile 1984     | 17 settembre 2008 |
| 22 | Elementary Steele              | Elementare Steele             | 12 aprile 1984    | 18 settembre 2008 |

## Scappa con me 1ª parte
- Titolo originale: '
- Diretto da:
- Scritto da:

## Scappa con me 2ª parte
- Titolo originale: '
- Diretto da:
- Scritto da:

## Gli incerti del mestiere
- Titolo originale: '
- Diretto da:
- Scritto da:

## Cinque di troppo
- Titolo originale: '
- Diretto da:
- Scritto da:

## L'incidente
- Titolo originale: '
- Diretto da:
- Scritto da:

## Falsi capolavori
- Titolo originale: '
- Diretto da:
- Scritto da:

## Un'auto piena di segreti
- Titolo originale: '
- Diretto da:
- Scritto da:

## Gelosia professionale
- Titolo originale: '
- Diretto da:
- Scritto da:

## Il pupo e il pugile
- Titolo originale: '
- Diretto da:
- Scritto da:

## L'ereditiera
- Titolo originale: '
- Diretto da:
- Scritto da:

## Delitti incrociati
- Titolo originale: '
- Diretto da:
- Scritto da:

## Belli da morire
- Titolo originale: '
- Diretto da:
- Scritto da:

## Lo spettacolo deve continuare
- Titolo originale: '
- Diretto da:
- Scritto da:

## Il testimone
- Titolo originale: '
- Diretto da:
- Scritto da:

## A denti stretti
- Titolo originale: '
- Diretto da:
- Scritto da:

## Tale padre tale figlia
- Titolo originale: '
- Diretto da:
- Scritto da:

## La pazienza paga
- Titolo originale: '
- Diretto da:
- Scritto da:

## Intrighi di quartiere
- Titolo originale: '
- Diretto da:
- Scritto da:

## Sogni d'oro
- Titolo originale: '
- Diretto da:
- Scritto da:

## Delitto per procura
- Titolo originale: '
- Diretto da:
- Scritto da:

## Vita da cani
- Titolo originale: '
- Diretto da:
- Scritto da:

## Elementare Steele
- Titolo originale: '
- Diretto da:
- Scritto da: